# The New Yorker
The New Yorker je američki nedeljni magazin koji sadrži novinarske članke, komentare, kritike, eseje, beletristiku, satiru, karikature i poeziju. Pokrenut kao nedeljnik 1925. godine, časopis sada izlazi 47 puta godišnje, pri čemu pet od njegovih izdanja pokriva dvonedeljne periode. Iako se njegovi pregledi i popisi događaja često fokusiraju na kulturnom životu grada Njujorka, The New Yorker ima široku publiku izvan Njujorka i čita se u internacionalno. Poznat je po svojim ilustrovanim i često aktuelnim naslovnim stranicama, svojim komentarima o popularnoj kulturi i ekscentričnim američkim temama, svojoj posvećenosti modernoj fikciji uključivanjem kratkih priča i književnih recenzija, svojoj rigoroznoj proveri činjenica i uređivačkoj obradi sadržaja, svojim novinarskim pokrićem politike i društvenih tema, kao i svojim jednopanelskim karikaturama zastupljenim u svakom izdanju.

## Istorija
je osnovao Harold Ros i njegova supruga Džejn Grant, reporter Njujork tajmsa. Časopis je debitovao 21. februara 1925. godine. Ros je želeo da kreira sofistikovani humoristički magazin koji bi se razlikovao od primetno „banalnih” publikacija sa humorom, poput Sudije, gde je radio, ili starog časopisa Život. Ros je u saradnji sa preduzetnikom Raulom H. Flajšmanom (koji je osnovao Generalno pekarsko preduzeće) osnovao F-R izdavačku kompaniju. Prve kancelarije časopisa bile su u 25 Vest 45. Stritu u Menhetnu. Ros je uređivao časopis do svoje smrti 1951. Tokom ranih, povremeno nesigurnih godina svog postojanja, časopis se ponosio svojom kosmopolitskom sofisticiranošću. Ros je glasovito deklarisao u prospektu iz 1925. za časopis: „Objavljeno je da ga ne uređuje stara damu u Dubjuku.”
Iako magazin nikada nije izgubio svoj humoristički element, ubrzo se uspostavio kao istaknuti forum za ozbiljnu fikciju, eseje i novinarstvo. Neposredno nakon završetka Drugog svetskog rata, esej Džona Hersija Hirošima ispunio je celo izdanje. U narednim decenijama časopis je objavio kratke priče mnogih od najuglednijih pisaca dvadesetog i dvadeset prvog veka, uključujući An Biti, Sali Benson, Trumana Kapota, Džona Čivera, Roalda Dala, Mejvis Galant, Džefrija Helmana, Rut Makeni, Džona Maknultija, Džozef Mičela, Alis Manro, Haruki Murakamija, Vladimira Nabokova, Džona O'Hare, Doroti Parker, Filipa Rota, Dž.D. Selindžera, Irvina Šoa, Džejmsa Tarbera, Džona Apdajka, Judore Velti, Stivena Kinga i EB Vajta. Objava Širli Džeksonine „Lutrije” privukla je više pošte nego bilo koja druga priča u istoriji časopisa.

## Provera podataka
Još četrdesetih godina prošlog veka, ugled časopisa za proveru činjenica je već bio uspostavljen. Međutim, časopis je igrao ulogu u književnom skandalu i tužbi za klevetu zbog dva članka Dženet Malkolm 1990-ih, koja je pisala o nasleđu Sigmunda Frojda. Postavljena su pitanja o procesu provere činjenica u časopisu. Od 2010. godine, The New Yorker zapošljava šesnaest proverača činjenica. U julu 2011, časopis je tužen za klevetu pred Okružnim sudom Sjedinjenih Država zbog članka koji je napisao Dejvid Gran 12. jula 2010, ali je slučaj po kratkom postupku odbačen. Danas se časopis često identifikuje kao vodeća publikacija sa rigoroznom proverom činjenica.

## Spisak knjiga oThe New Yorker
- Ross and The New Yorker, Dale Kramer (1951)
- The Years with Ross, James Thurber (1959)
- Ross, The New Yorker and Me, Jane Grant (1968)
- Here at The New Yorker, Brendan Gill (1975)
- About the New Yorker and Me, E.J. Kahn (1979)
- Onward and Upward: A Biography of Katharine S. White, Linda H. Davis (1987)
- At Seventy: More about The New Yorker and Me, E. J. Kahn (1988)
- Katharine and E. B. White: An Affectionate Memoir, Isabel Russell (1988)
- The Last Days of The New Yorker, Gigi Mahon (1989)
- The Smart Magazines: Fifty Years of Literary Revelry and High Jinks at Vanity Fair, the New Yorker, Life, Esquire, and the Smart Set by George H. Douglas (1991)
- Genius in Disguise: Harold Ross of the New Yorker, Thomas Kunkel (1997)
- Here But Not Here: My Life with William Shawn and The New Yorker, Lillian Ross (1998)
- Remembering Mr. Shawn's New Yorker: The Invisible Art of Editing, Ved Mehta (1998)
- Some Times in America: And a Life in a Year at The New Yorker, Alexander Chancellor (1999)
- The World Through a Monocle: The New Yorker at Midcentury, Mary F. Corey (1999)
- About Town: The New Yorker and the World It Made, Ben Yagoda (2000)
- Covering the New Yorker: Cutting-Edge Covers from a Literary Institution, Françoise Mouly (2000)
- Defining New Yorker Humor, Judith Yaross Lee (2000)
- Gone: The Last Days of The New Yorker, by Renata Adler (2000)
- Letters from the Editor: The New Yorker's Harold Ross edited by Thomas Kunkel (2000; letters covering the years 1917 to 1951)
- New Yorker Profiles 1925–1992: A Bibliography compiled by Gail Shivel (2000)
- NoBrow: The Culture of Marketing – the Marketing of Culture, John Seabrook (2000)
- Fierce Pajamas: An Anthology of Humor Writing from The New Yorker, David Remnick and Henry Finder (2002)
- Christmas at The New Yorker: Stories, Poems, Humor, and Art (2003)
- A Life of Privilege, Mostly, Gardner Botsford (2003)
- Maeve Brennan: Homesick at The New Yorker, Angela Bourke (2004)
- Better than Sane, Alison Rose (2004)
- Let Me Finish, Roger Angell (Harcourt, 2006)
- The Receptionist: An Education at The New Yorker, Janet Groth (2012)
- My Mistake: A Memoir, Daniel Menaker (2013)
- Between You & Me: Confessions of a Comma Queen,  Mary Norris (2015)
- Cast of Characters: Wolcott Gibbs, E. B. White, James Thurber and the Golden Age of The New Yorker, Thomas Vinciguerra (2015)
- Peter Arno: The Mad, Mad World of The New Yorker's Greatest Cartoonist, Michael Maslin (2016)

## Filmovi oThe New Yorker
U Mrs. Parker and the Vicious Circle, filmu o okruglom stolu Algonkuin u kojem glumi Dženifer Džejson Li kao Doroti Parker, Sem Robards portretiše osnivačkog urednika Harolda Rosa koji pokušava da prikupi podršku za svoju tekuću publikaciju.
Bivši urednik časopisa, Vilijam Šon, prikazan je u filmovima Capote (2005), Infamous (2006) i Hannah Arendt (2012).
Dokumentarni film Very Semi-Serious iz 2015. godine, u produkciji Redora Films, predstavlja pogled iza kulisa na karikature u The New Yorker.

### Spisak filmova oThe New Yorker
- Mrs. Parker and the Vicious Circle (Fine Line Features, 1994, 126 minuta)
- Joe Gould's Secret (USA Films, 2000, 104 minuta)
- James Thurber: The Life and Hard Times (First Run Features, 2000, 57 minuta)
- Top Hat and Tales: Harold Ross and the Making of the New Yorker (Carousel Film and Video, 2001, 47 minuta)[20][21]
- Very Semi-Serious (Redora Films, 2015, 83 minuta)
- The French Dispatch (Searchlight Pictures, 2021, 103 minuta)
- Spiderhead (Grand Electric, 2022, 107 minuta)

## Napomene
1. ↑  The caricature, or a variation of it, appeared on the cover of every anniversary issue until 2017, when, in protest of Executive Order 13769, Tilley wasn't depicted (although a variation appeared two issues later).[1][2]

## Spoljašnje veze
- The New Yorker на веб-сајту